# Nordiskt Atlantsamarbete
Nordiskt Atlantsamarbete (NORA) är en gränsregional kommitté inom Nordiska ministerrådets regionalpolitiska samarbetsprogram, som fungerar som ett mellanstatligt samarbete. De involverade länderna/områdena är Färöarna, Grönland, Island och Norge.